# Flagler Beach
Flager Beach – miasto w Stanach Zjednoczonych, w stanie Floryda, w hrabstwie Flagler.